# Africanisme (courant artistique)
Pour les articles homonymes, voir Africanisme.
Ne doit pas être confondu avec Panafricanisme.
 (février 2020).
Si vous disposez d'ouvrages ou d'articles de référence ou si vous connaissez des sites web de qualité traitant du thème abordé ici, merci de compléter l'article en donnant les références utiles à sa vérifiabilité et en les liant à la section « Notes et références ».
L'africanisme est un courant artistique et littéraire occidental apparu dans la deuxième moitié du XIXe siècle et qui perdure jusqu'au début des années 1960.
Ce sont principalement des artistes et écrivains belges et français qui ont suivi ce courant.

## Historique
En histoire de l'art, le regard que portent les créateurs occidentaux sur l'Afrique est longtemps réservé à une élite. Au XIXe siècle, la presse véhicule de son côté auprès d’un plus grand public des images bien éloignées de la réalité à coup de gravures illustrant des récits grandiloquents teintés de fantastique et d'horreur qui constituent un « prisme déformant », explique Lynne Thornton (1998). Ce mode de perception va dominer durant plusieurs décennies les imaginaires européens, en même temps que se forment les empires coloniaux britannique et français, lesquels absorbent la quasi-totalité du continent.
De même que l'orientalisme consacre tout un courant de peintres et d'écrivains, l'africanisme peut être défini comme un élan nouveau et sincère : pinceaux et plumes accompagnent l'explorateur du « Continent Noir », et leurs productions sont plus documentaires que politiques. Belges, Britanniques, Français, mais aussi Allemands, Italiens ou Suisses, dans les années 1860-1880, montent des missions d'explorations gouvernementales et privées à prétentions scientifiques, accompagnés de dessinateurs et de rédacteurs. Les rapports sont publiés à petit nombre d'exemplaires ; des collectionneurs d'objets émergent, les premières études africaines voient le jour. Les peintres voyageurs commencent à partir d'eux-mêmes pour l'Afrique, comme autrefois on partait faire le Grand Tour en Italie, ils sont les premiers à s'affranchir des images stéréotypées. Ils sont à la recherche des couleurs, des grands espaces, des coutumes tribales ; ils ne cherchent pas à représenter les « bienfaits de la civilisation occidentale », mais tentent de peindre ce qu'ils voient, quand d'autres, restés en Europe, ne faisaient qu'imaginer.

## Artistes africanistes

### Artistes africanistes belges
- Fernand Allard l'Olivier
- Alfred Bastien
- Charles Catteau
- Albéric Collin
- Léon Dardenne
- Paul Daxhelet
- Raymond de Meester de Betzenbroeck
- Pierre de Vaucleroy
- Marthe de Witte
- Arthur Dupagne
- Marthe Guillain
- André Hallet
- Frans Hens
- Floris Jespers
- Oscar Jespers
- Charles Leplae
- Henri Logelain
- Auguste Mambour
- Paul Mathieu
- Arsène Matton
- Jean Milo
- Ferdinand Pire Ferdinand
- Jean-Marie Strebelle
- Jeanne Tercafs
- James Thiriar
- Philippe Wolfers

### Artistes et écrivains africanistes français
- Roger Bezombes (1913-1994)[2]
- Léo Gausson (Guinée, 1901-1908)
- Gustave Hervigo (1896-1993)[2]
- Raymonde Heudebert (1894-1991)[2]
- Georges-André Klein (1901-1992)[2]
- Fernand Lantoine
- Pierre Loti
- Pierre Matossy (1891-1969)[2]
- Yves Person
- Anna Quinquaud (1890-1984)[2]
- Roger Reboussin (1881-1965)[2]

### Artistes africanistes d'autres nationalités
- Alexandre Iacovleff (Russie)
- Idel Ianchelevici (Roumanie)
- Herbert Ward[3] (Royaume-Uni)

## Musées possédant des œuvres africanistes

### En Belgique
- Anvers : Musée royal des Beaux-Arts
- Bruxelles :
  - Musées royaux des Beaux-Arts de Belgique
  - Musée Alice et David van Buuren
- Gand : Musée des Beaux-Arts de Gand
- Mons : Musée des Beaux-Arts
- Tervuren : Musée royal de l'Afrique centrale

### En France
- Boulogne-Billancourt : Musée des Années Trente
- Paris :
  - Centre national d'art et de culture Georges-Pompidou
  - Musée Guimet
  - Musée du Quai Branly
- Saint-Jean-d'Angély : Musée des Cordeliers